# Parasitas na ficção

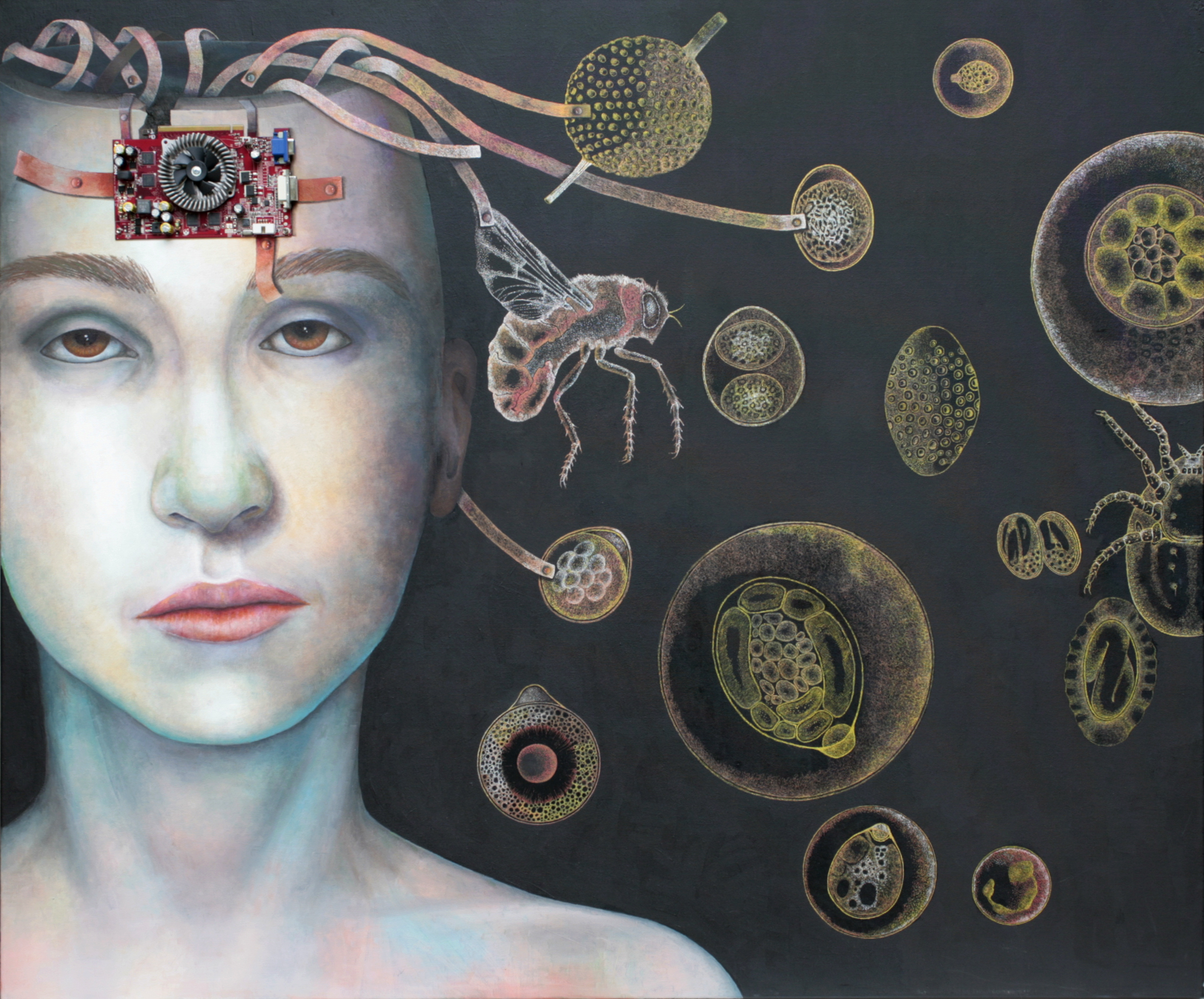
Parasitas, de Katrin Alvarez. Óleo sobre tela, 2011

Os parasitas aparecem com frequência na ficção inspirada na biologia desde os tempos antigos, com um florescimento no século XIX. Isso inclui monstros alienígenas intencionalmente repugnantes em filmes de ficção científica, muitas vezes com análogos na natureza. Autores e roteiristas exploraram, até certo ponto, a biologia dos parasitas: estilos de vida que incluem parasitoide, parasita que altera o comportamento, parasita da ninhada, castração parasítica e muitas formas de vampiros são encontrados em livros e filmes. Alguns parasitas fictícios, como o Conde Drácula e os Xenomorfos de Alien, tornaram-se bem conhecidos por si mesmos.

## Contexto

O parasitismo na natureza é uma relação biológica na qual uma espécie vive sobre ou dentro de outra, causando-lhe danos.

Na biologia evolutiva, o parasitismo é uma relação entre espécies, em que um organismo, o parasita, vive em outro organismo, o hospedeiro, causando-lhe algum dano, e é adaptado estruturalmente a esse modo de vida. O entomologista E. O. Wilson caracterizou os parasitas como “predadores que comem presas em unidades menores que um”. Wilson caracterizou os parasitas como “predadores que comem presas em unidades menores que um”. Conforme o imunologista John Playfair, o termo “parasita” é nitidamente depreciativo no uso comum, em que um parasita é “um esponjoso, um aproveitador preguiçoso, um dreno para a sociedade”. No entanto, a ideia é muito mais antiga. Na Roma antiga, o parasitus era uma função aceita na sociedade romana, na qual uma pessoa podia viver da hospitalidade de outras, em troca de “bajulação, serviços simples e disposição para suportar humilhações”.

## Temas

### Romances do século XIX

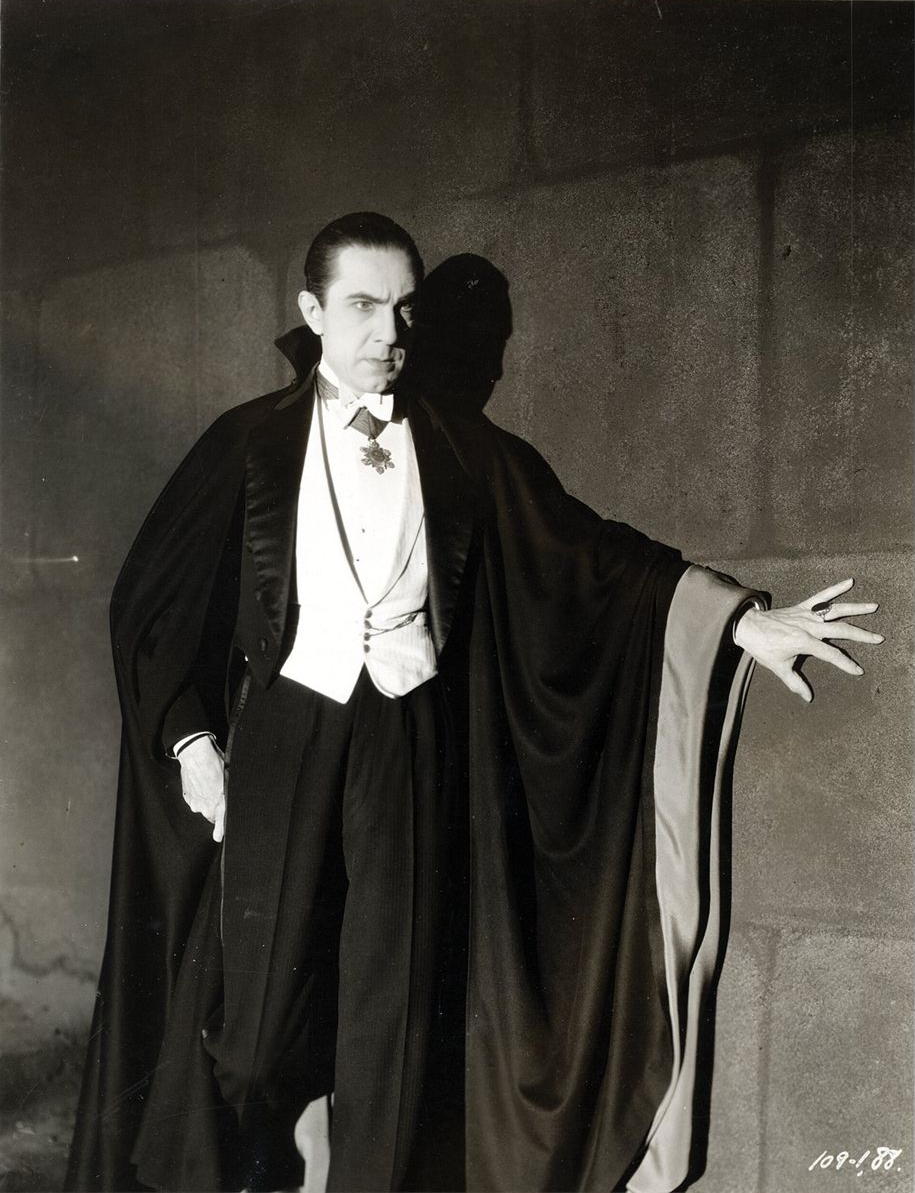
Béla Lugosi como o vampiro Conde Drácula, 1931

O parasitismo apareceu repetidamente como tema literário no século XIX, embora os mecanismos, biológicos ou não, nem sempre sejam descritos em detalhes. Por exemplo, o besouro homônimo em The Beetle, de Richard Marsh, 1897, é parasita e castra simbolicamente o protagonista humano. O Drácula de Bram Stoker, de 1897, começa como um anfitrião aparentemente humano, recebendo convidados em sua casa, antes de revelar sua natureza de vampiro parasita. O Parasita de Conan Doyle, em seu livro de 1894, The Parasite, faz uso de uma forma de controle mental semelhante ao mesmerismo da era vitoriana; funciona em alguns hospedeiros, mas não em outros.

### Ficção científica
Os parasitas, representados como alienígenas extraterrestres ou seres não naturais, são vistos na ficção científica como desagradáveis, em contraste com a simbiose (mutualística) e, às vezes, horríveis. É possível tirar proveito prático deles, mas os seres humanos que o fazem podem ser destruídos por eles. Por exemplo, o romance Parasite, de Mira Grant, de 2013, prevê um mundo em que o sistema imunológico das pessoas é mantido por tênias geneticamente modificadas. Elas formam personagens facilmente compreendidos, pois, como explica Gary Westfahl, os parasitas precisam explorar seus hospedeiros para sobreviver e se reproduzir.

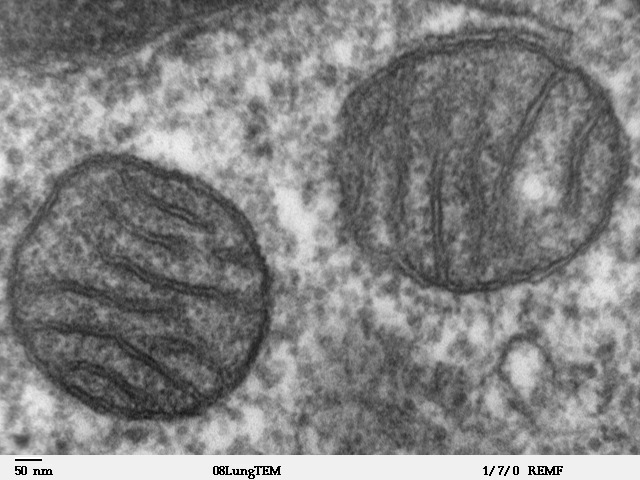
Entre os muitos tipos de parasitas fictícios estão as mitocôndrias de Parasite Eve; essas são organelas geradoras de energia em células animais, imaginadas como parasitas.

A antropóloga social Marika Moisseeff argumenta que a ficção científica de Hollywood favorece os insetos como personagens vilões devido ao seu parasitismo e ao seu comportamento de enxameação. Esses filmes, continua ela, retratam uma guerra incessante entre cultura e natureza envolvendo espécies extraterrestres que se assemelham a insetos, tendo os seres humanos como hospedeiros".

### Variedade
A variedade de relatos de parasitas fictícios e a mídia usada para descrevê-los aumentaram muito desde o século XIX, abrangendo, entre outras coisas, romances literários, romances e filmes de ficção científica, filmes de terror e videogames. A tabela ilustra a variedade de temas e abordagens que se tornaram possíveis.
| Autor                                                             | Obra         | Meio                                   | Data | Parasita                                                      | Efeito | Contraparte biológica |
| ----------------------------------------------------------------- | ------------ | -------------------------------------- | ---- | ------------------------------------------------------------- | --- | --- |
| David Cronenberg                                                  | Calafrios    | Filme de ficção científica body horror | 1975 | Geneticamente modificado                                      | Útil em transplantes de órgãos; sexualmente transmissível e afrodisíaco quando modificado por um cientista perturbado | Engenharia genética e suas implicações éticas |
| - Satoru Okada - Gunpei Yokoi - Hiroji Kiyotake - Yoshio Sakamoto | Metroid      | Jogo eletrônico                        | 1986 | Parasita X                                                    | Infecção mortal; confere energia e poderes úteis às pessoas vacinadas                                                 | Patógenos, como bactérias e vírus; vacinas |
| Hideaki Sena (farmacologista)                                     | Parasite Eve | Romance de terror e ficção científica  | 1995 | As mitocôndrias se libertam do mutualismo nas células humanas | Parasitismo mortal | As mitocôndrias, organelas geradoras de energia, que antes eram organismos procarióticos de vida livre, tornaram-se mutualistas por simbiogênese há cerca de 2 bilhões de anos |
| Irvine Welsh                                                      | Filth        | Romance                                | 1998 | Tênia falante                                                 | Sinistro, cômico; "o personagem mais atraente do romance"; torna-se o alter ego e o melhor eu do policial sociopata.  | Tênias, parasitas intestinais |

### Ficção e realidade

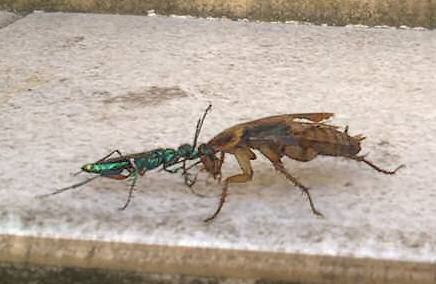
Vespa-joia (esquerda) “caminhando” com uma barata paralisada até sua toca

Kyle Munkittrick, no site da revista Discover, escreve que a grande maioria dos alienígenas, longe de serem tão estranhos quanto possível, são humanoides. Ben Guarino, no The Washington Post, observa que, apesar de toda a “grotesqueria gravídica dos alienígenas cinematográficos”, os parasitas terrestres têm modos de vida mais horríveis. Guarino cita vespas parasitas que põem seus ovos dentro de lagartas vivas, inspirando a história de A. E. Van Vogt de 1939, “Discord in Scarlet”, o romance de Robert Heinlein de 1951, The Puppet Masters, e o filme Alien, de Ridley Scott, de 1979. O Alienígena homônimo tem um ciclo de vida “dramático”. Ovos gigantes eclodem em abraçadores de rosto que agarram a boca do hospedeiro, forçando-o a engolir um embrião. O embrião cresce rapidamente em seus intestinos e, logo depois, irrompe de seu peito e se transforma em um gigantesco animal predador semelhante a um inseto. Guarino cita o parasitologista Michael J. Smout dizendo que as “mudanças maciças” são viáveis, dando o exemplo de vermes chatos que se transformam de um ovo para uma forma semelhante a um girino e para um verme infeccioso. O biólogo Claude dePamphilis também concorda que os parasitas podem adquirir genes de seus hospedeiros, dando como exemplo uma planta do gênero Orobanche que havia adquirido genes de seu hospedeiro em 52 ocasiões, tendo superado completamente as defesas da planta hospedeira. Eles sugerem outros temas para futuros filmes de ficção científica, incluindo vespas-joias que transformam baratas em marionetes subservientes, capazes de rastejar, mas incapazes de agir de forma independente; ou os crustáceos cirrípedes que castram seus hospedeiros caranguejos ou crescem em seus cérebros, alterando seu comportamento para cuidar dos cirrípedes jovens. Mesmo assim, uma pesquisa de 2013 com cientistas e engenheiros realizada pela revista Popular Mechanics revelou que os filmes de ficção científica baseados em parasitas A Guerra dos Mundos (Byron Haskin, 1953) e Alien estavam entre seus dez favoritos.

## Tipos de parasitas

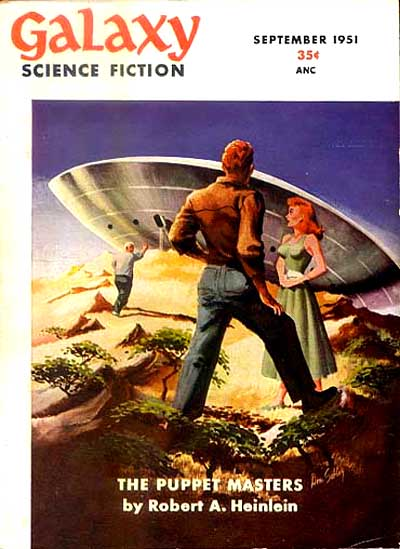
The Puppet Masters, de Robert A. Heinlein, que altera o comportamento, na capa da edição de setembro de 1951 da Galaxy Science Fiction

Vários tipos de parasitas, que correspondem mais ou menos precisamente a alguns dos conhecidos na biologia, são encontrados na literatura, incluindo parasitas hematófagos (vampiros fictícios), parasitoides, parasitas que alteram o comportamento, parasitas de ninhada, parasitas castradores e parasitas transmitidos por tróficos, conforme detalhado abaixo.

### Parasita hematófago
Nos tempos antigos, os mitos de demônios bebedores de sangue eram muito difundidos, incluindo Lilith, que se banqueteava com o sangue de bebês.
Os vampiros fictícios - parasitas hematófagos - começaram na era moderna com o Conde Drácula, o personagem-título do romance de terror gótico de Bram Stoker, Drácula, de 1897, e desde então têm aparecido em muitos livros e filmes que vão do terror à ficção científica. Com a mudança de gêneros, houve uma diversificação de formas e ciclos de vida, incluindo plantas que bebem sangue, como a “estranha orquídea” em The Thing from Another World (1951), alienígenas como os marcianos de H. G. Wells em The War of the Worlds (1951), “vampiros cibernéticos”, como em ‘The Stainless Steel Leech’ e ‘Marid and the Trail of Blood’, e sugadores de sangue psíquicos, como em ‘The Parasite’, de Arthur Conan Doyle, e no filme de Robert Wiene, ‘The Cabinet of Dr. Caligari’, de 1920.

### Parasitoide

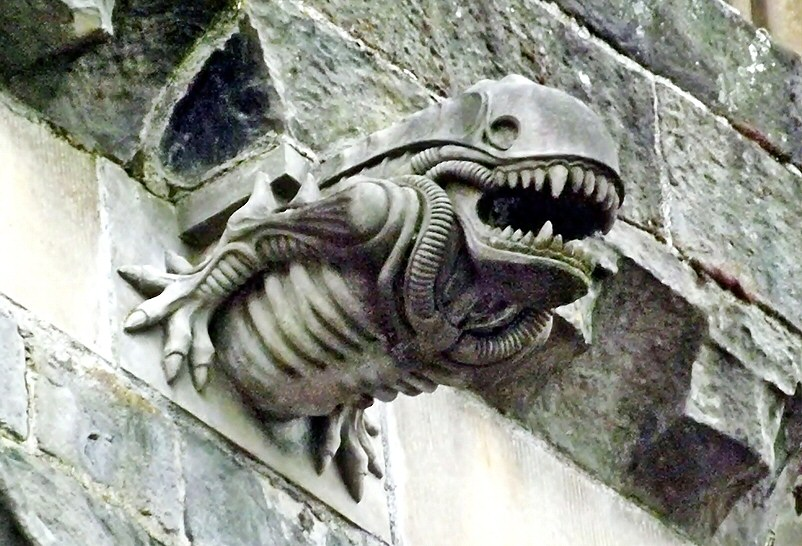
Uma gárgula da década de 1990 na Abadia de Paisley que se assemelha a um parasitoide Xenomorfo de Alien

O Xenomorfo em Alien é um parasitoide, inevitavelmente fatal para seu hospedeiro humano. Ele tem um estágio de ciclo de vida que cresce dentro do corpo da pessoa; quando maduro, o Xenomorfo adulto predatório explode, matando o hospedeiro. Esse comportamento foi inspirado nas vespas parasitoides, que têm exatamente esse ciclo de vida.
O biólogo molecular Alex Sercel compara a biologia do Xenomorfo com a das vespas parasitoides e dos vermes nematomorfos, argumentando que há uma correspondência próxima. Sercel observa que a maneira como o Xenomorfo agarra o rosto de um ser humano para implantar seu embrião é comparável à maneira como uma vespa parasitoide põe seus ovos em um hospedeiro vivo. Ele compara o ciclo de vida do Xenomorfo ao do nematomorfo Paragordius tricuspidatus, que cresce até preencher a cavidade corporal de seu hospedeiro antes de explodir e matá-lo.
O biólogo marinho Alistair Dove escreve que existem vários paralelos entre os Xenomorfos e os parasitoides, embora, em sua opinião, existam ciclos de vida mais perturbadores na biologia real. Ele identifica paralelos que incluem a colocação de um embrião no hospedeiro; seu crescimento no hospedeiro; a morte resultante do hospedeiro; e a alternância de gerações, como nos Digenea (trematódeos).

### Parasita que altera o comportamento
Parasitas que controlam a mente aparecem na ficção científica do século XX. Em The Puppet Masters, de Robert A. Heinlein, de 1951, parasitas semelhantes a lesmas do espaço sideral chegam à Terra, prendem-se às costas das pessoas e assumem o controle de seus sistemas nervosos, transformando seus hospedeiros nas marionetes homônimas. Em Jornada nas Estrelas II: A Ira de Khan, a enguia Ceti faz um túnel no ouvido de seu hospedeiro humano até chegar ao cérebro. Esse é um parasita que altera o comportamento, análogo ao Toxoplasma gondii, que faz com que os camundongos infectados não tenham medo de gatos. Isso os torna mais fáceis de capturar e consumir e, depois que um camundongo infectado é comido, o parasita infecta o gato, seu hospedeiro definitivo, no qual pode se reproduzir sexualmente. O Goa'uld em Stargate SG-1 entra pelo pescoço do hospedeiro e se enrola em torno da coluna vertebral do hospedeiro, assumindo o controle. O alienígena Slug/Squid em The Hidden entra de forma semelhante pela boca do hospedeiro antes de assumir o controle do corpo.

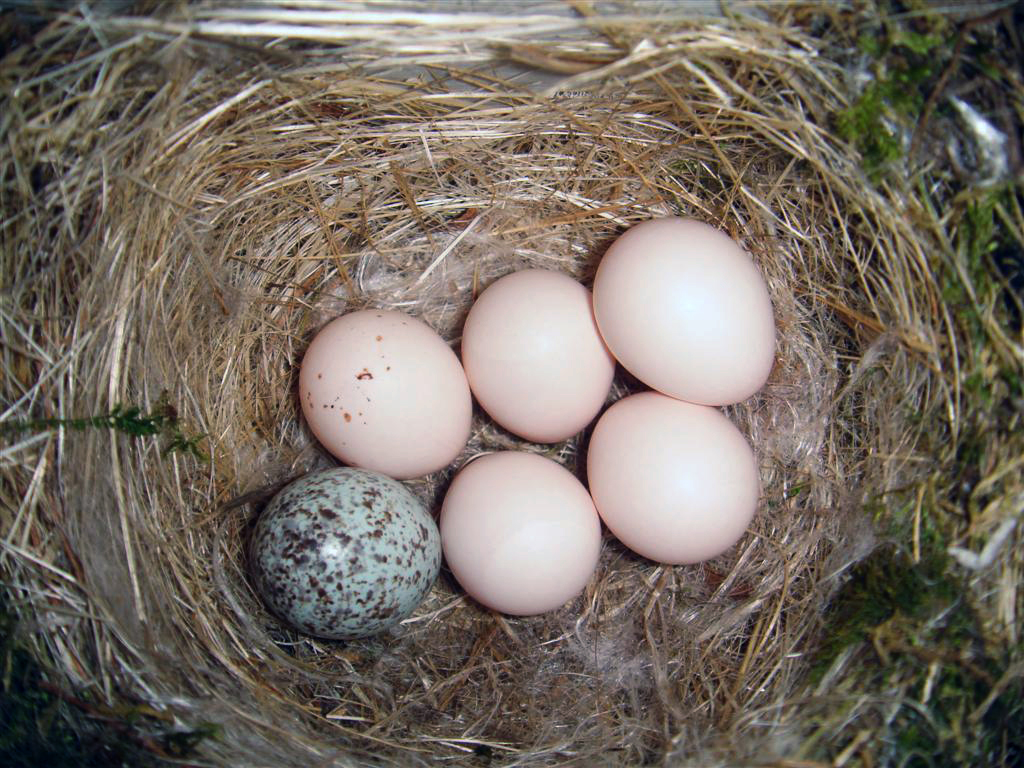
Os parasitas da ninhada colocam seus ovos nos ninhos de outras aves para que elas os criem, inspirando o romance de ficção científica The Midwich Cuckoos.

### Parasita de ninhada
O parasitismo de ninhada não é um tema comum na ficção. Um dos primeiros exemplos foi o romance The Midwich Cuckoos (1957), de John Wyndham, em que as mulheres de uma aldeia inglesa dão à luz e depois criam um grupo de crianças alienígenas. Os alienígenas são telepáticos e pretendem dominar o mundo. Na natureza, o parasitismo de ninhada ocorre em pássaros como o cuco-canoro, que põe seus ovos nos ninhos de seus hospedeiros. Os cucos jovens eclodem rapidamente e ejetam os ovos ou filhotes do hospedeiro; os pais do hospedeiro então alimentam os cucos jovens como se fossem seus próprios filhotes, até que eles se reproduzam. Como dispositivo de enredo, isso permite que alienígenas e humanos interajam intimamente. Uma abordagem um pouco semelhante é adotada em Lilith's Brood (1987-1989), de Octavia E. Butler, mas a prole nascida da mãe humana é um híbrido alienígena-humano em vez de simplesmente um alienígena.

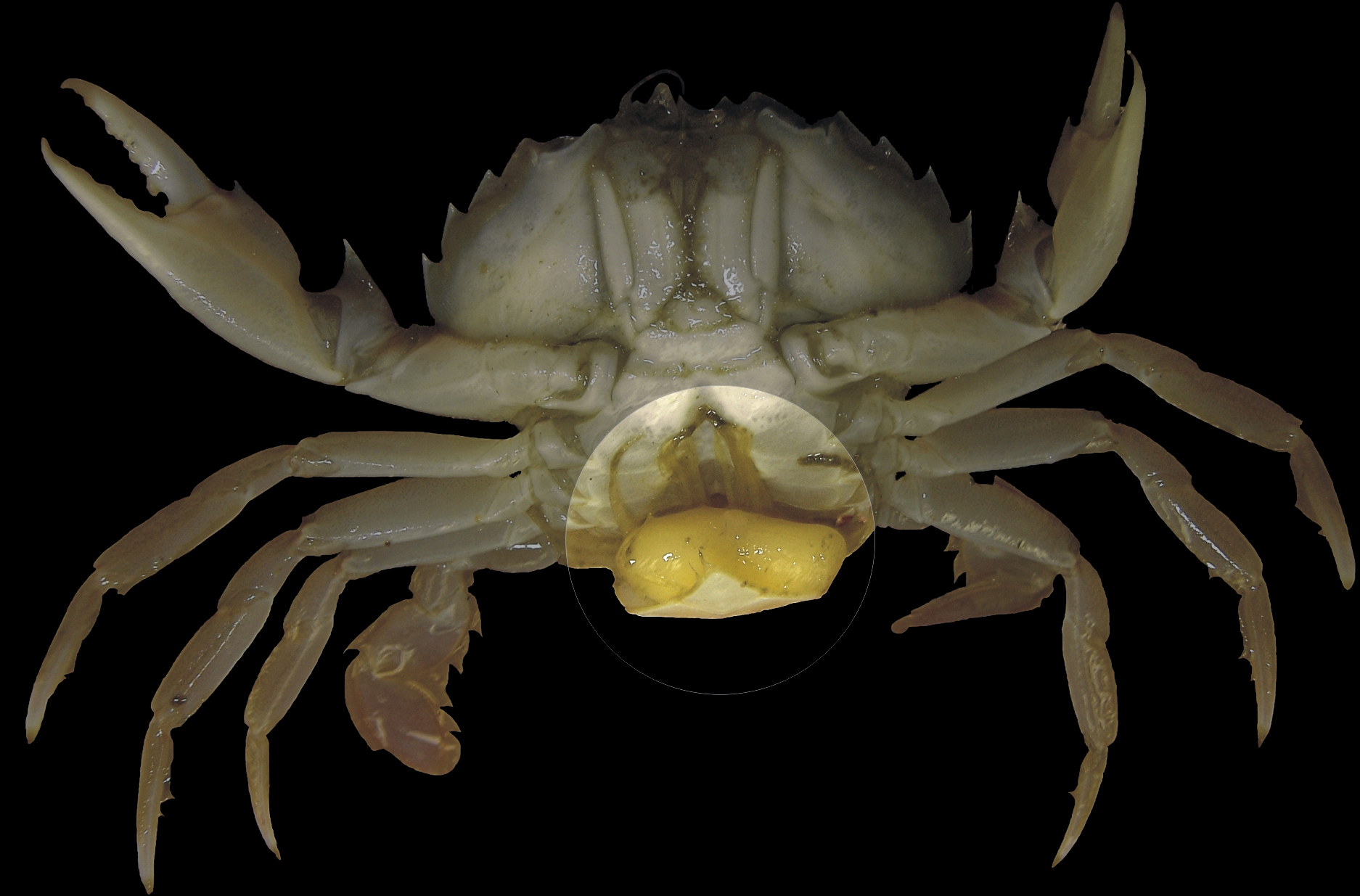
Sacculina, um parasita castrador (em destaque), inspirou a novela de Philip Fracassi com esse nome.

### Parasita castrador
A castração parasítica é encontrada na natureza em parasitas muito reduzidos que se alimentam das gônadas de seus hospedeiros caranguejos, fazendo uso da energia que seria usada na reprodução. É vista na ficção no romance de terror Sacculina, de Philip Fracassi, de 2017, nomeada em homenagem a um gênero de crustáceos cirrípedes com esse estilo de vida. Conta a história de um barco de pesca fretado, longe de casa, que é invadido por parasitas das profundezas.

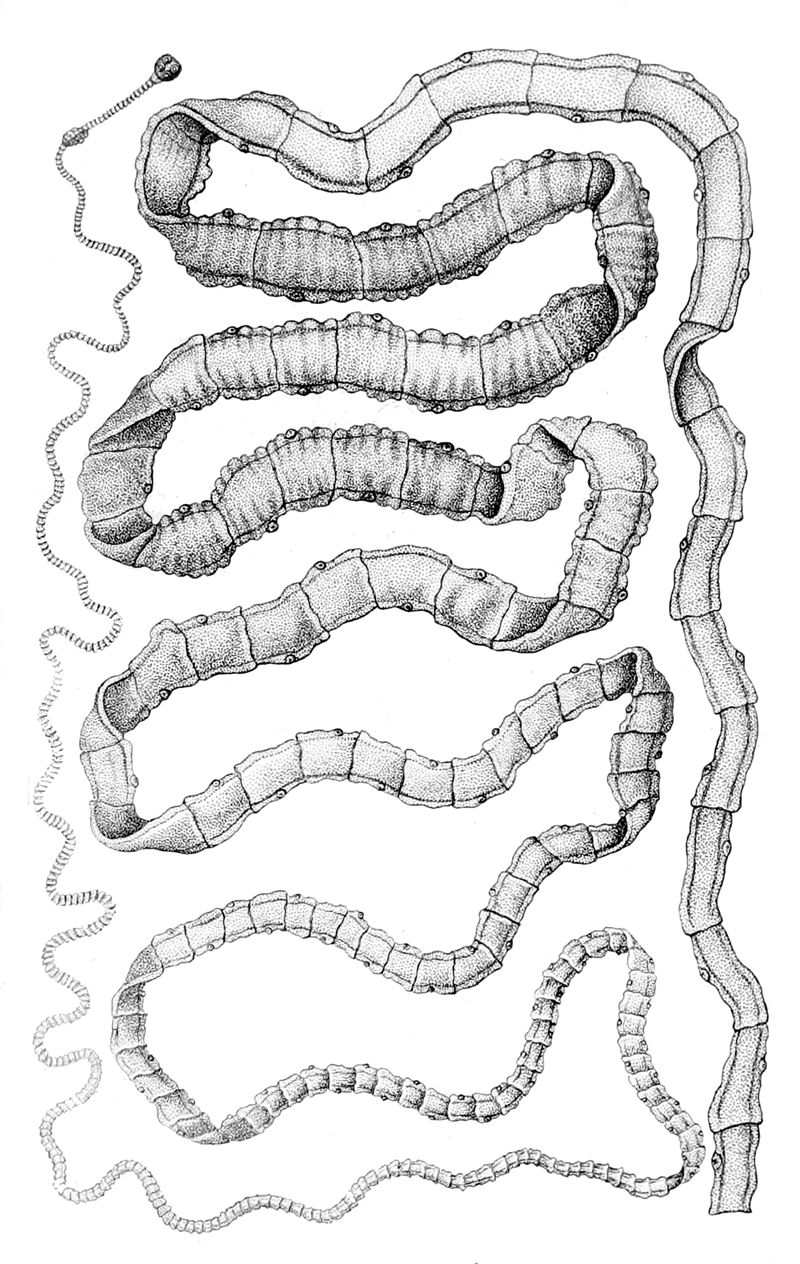
Tênia da carne de porco, um parasita intestinal transmitido pelas fezes humanas aos porcos e de volta aos seres humanos por meio de carne inadequadamente cozida

### Parasita transmitido troficamente
A tênia geneticamente modificada do romance Parasite, de Mira Grant, e a tênia falante do romance Filth, de Irvine Welsh, são versões fictícias de parasitas intestinais convencionais. As tênias têm ciclos de vida complexos, muitas vezes envolvendo dois ou mais hospedeiros de espécies diferentes, e são transmitidas à medida que os ovos são passados nas fezes e comidos por outro hospedeiro, para que o hospedeiro seja comido, passando o parasita para o predador. O ciclo de vida pouco atraente permite que os romancistas explorem as reações emocionais dos leitores aos parasitas. O parasita no romance de Welsh foi descrito como um “tipo de elemento sinistro, mas estranhamente cômico”.